# Anthony de Mello

Anthony de Mello (Bombaim, 4 de Setembro de 1931 — Nova York, 2 de Junho de 1987) foi um padre jesuíta e psicoterapeuta que se tornou conhecido por seus escritos sobre espiritualidade em que mesclava a doutrina judaico-cristã ao budismo. Foi organizador de diversos retiros espirituais e era considerado um grande orador. Dentre os inúmeros países que visitou, em suas estadias de estudo e trabalho, destacam-se os Estados Unidos e a Espanha.
Em 24 de junho de 1998, a Congregação para a Doutrina da Fé emitiu uma notificação condenando alguns escritos do Padre Anthony de Mello.